# Laghi della Groenlandia
Di seguito è riportata la lista dei laghi della Groenlandia.
Sono classificati prima per comuni (Avannaata, Kujalleq, Qeqertalik, Qeqqata e Sermersooq), poi in ordine alfabetico. Inoltre è presente anche la lista per il Parco nazionale della Groenlandia nordorientale

## Kujalleq
- Alannguaq Qerrilip Tasia
- Ammassiviup Tasia
- Balder Sø
- Hullet
- Kangerluluup Tasia
- Karret
- Kuukuluup Tasia
- Normu
- Qaamasoq Kangilleq
- Qaamasoq Killeq
- Qaleqitaa
- Qallimiut Tasia
- Qaqqaata Tasia
- Qorlortorsuup Tasia
- Saqqaata Tasia
- Storesø
- Taseq
- Taseq Ammalortoq
- Tasersuaq
- Tasersuaq
- Tasersuasik
- Tasikulooq
- Ukkusiip Tasersua

## Qeqqata
- Aajuitsup Tasia
- Aasivissuit Tasiat
- Ammalortoq
- Orsuarnisaarajuttoq
- Sanningasoq
- Tasersuaq
- Tasersuaq (al confine con Sermersooq)
- Tasersuatsiaq

## Sermersooq
- Aajuitsup Tasersua
- Iluliumanersuup Tasia
- Kangerluarsunnguup Tasia
- Langesø
- Qallussuaq
- Qasigiannguit Tasersuat
- Qorlortoq Sø
- Skildpaddesø
- Tasersuaq (al confine con Qeqqata)
- Truget
- Tvillingsøer

## Parco nazionale della Groenlandia nordorientale
- Romer Sø